# Aktion 14f13
El término Aktion 14f13, también conocido como «Sonderbehandlung 14f13» en la retórica nacionalsocialista, designaba a la selección y asesinato de prisioneros de campos de concentración considerados «enfermos», «viejos» o «incapaces de trabajar» en el Reich alemán entre 1941 y 1944. A pesar de denominarse «eutanasia de inválidos o prisioneros» (Invaliden- oder Häftlings-Euthanasie), se aplicó asimismo a otros grupos de personas internadas en los campos de concentración.

## Antecedentes

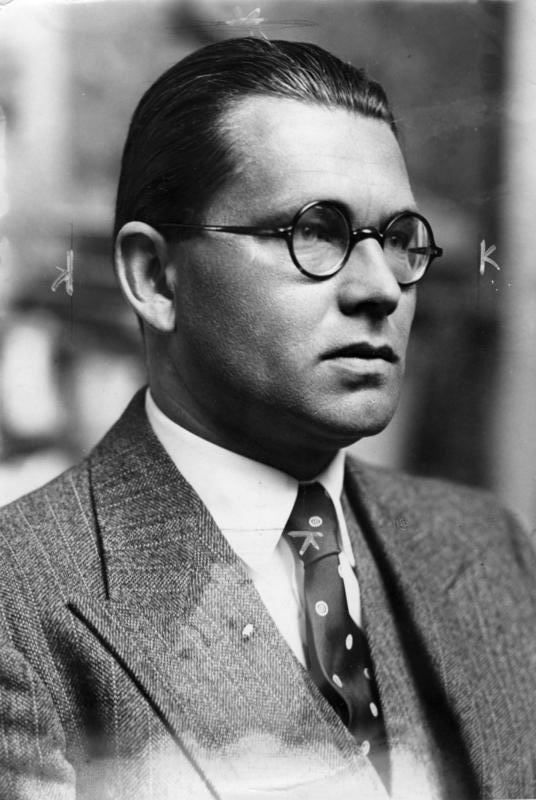
Retrato del Reichsleiter Philipp Bouhler, unos de los principales responsables del programa de eutanasia (Aktion T4), octubre de 1938.

En la primavera de 1941, el Reichsführer-SS Heinrich Himmler se reunió con el Reichsleiter Philipp Bouhler, jefe de la Cancillería del Führer del NSDAP, para tratar sobre el «alivio» (Entlastung) de los campos de concentración bajo el control de las SS de excesivo lastre que suponían los prisioneros «enfermos» e «incapaces de trabajar». Bouhler había sido el agente de Hitler para la implementación de la Aktion T4 —como se denominaría después de la guerra—: un programa de «eutanasia» dirigido por la Oficina Central T4 (Zentraldienststelle T4), en Berlín, que afectaba a personas con enfermedades mentales, discapacidades o simplemente consideradas «improductivas», internadas en «sanatorios» y «asilos de ancianos»; todos ellos excluidos de la sociedad nazi por su concepción racial y eugenésica.
Así, Himmler y Bouhler transfirieron la tecnología y las técnicas utilizadas por el personal involucrado en la Aktion T4 a los campos de concentración, y posteriormente también a los Einsatzgruppen y centros de exterminio, para matar de manera eficiente a prisioneros indeseados y deshacerse de los cuerpos con la mayor discreción posible. Si bien Hitler había suspendido oficialmente la Aktion T4 el 24 de agosto de 1941, presionado por varios sectores de la opinión pública conmocionada por la denuncia de las matanzas que había hecho en un sermón el obispo católico Clemens August Graf von Galen y centrado en la invasión de la Unión Soviética, al mismo tiempo había ordenado a Bouhler continuar con las operaciones en secreto y a menor escala. De este modo, los asesinatos se prolongaron hasta la derrota de Alemania en 1945.

## Organización y puesta en marcha (1941-42)
Bouhler encargó implementar la nueva orden al Oberdienstleiter Viktor Brack, jefe de la Oficina Principal II (Hauptamt II) de su Cancillería, quien ya estaba a cargo de diversas operaciones de T4. El plan funcionó bajo la supervisión de Richard Glücks, inspector de los Campos de Concentración (IKL), y Heinrich Himmler, con la denominación «Sonderbehandlung 14f13». Por un lado, Sonderbehandlung (literalmente, 'tratamiento especial') era un eufemismo para «ejecución» o «asesinato». La combinación alfanumérica respondía al sistema archivístico de las SS: el número 14 por el IKL; la letra f por la palabra alemana muertes (Todesfälle); y el 13 para el tipo de muerte, en este caso el asesinato por gas en los centros de la Aktion T4. Hubo otras denominaciones archivadas como «14f6», suicidio, «14f7», muerte natural, etc.

### Las comisiones médicas y las selecciones

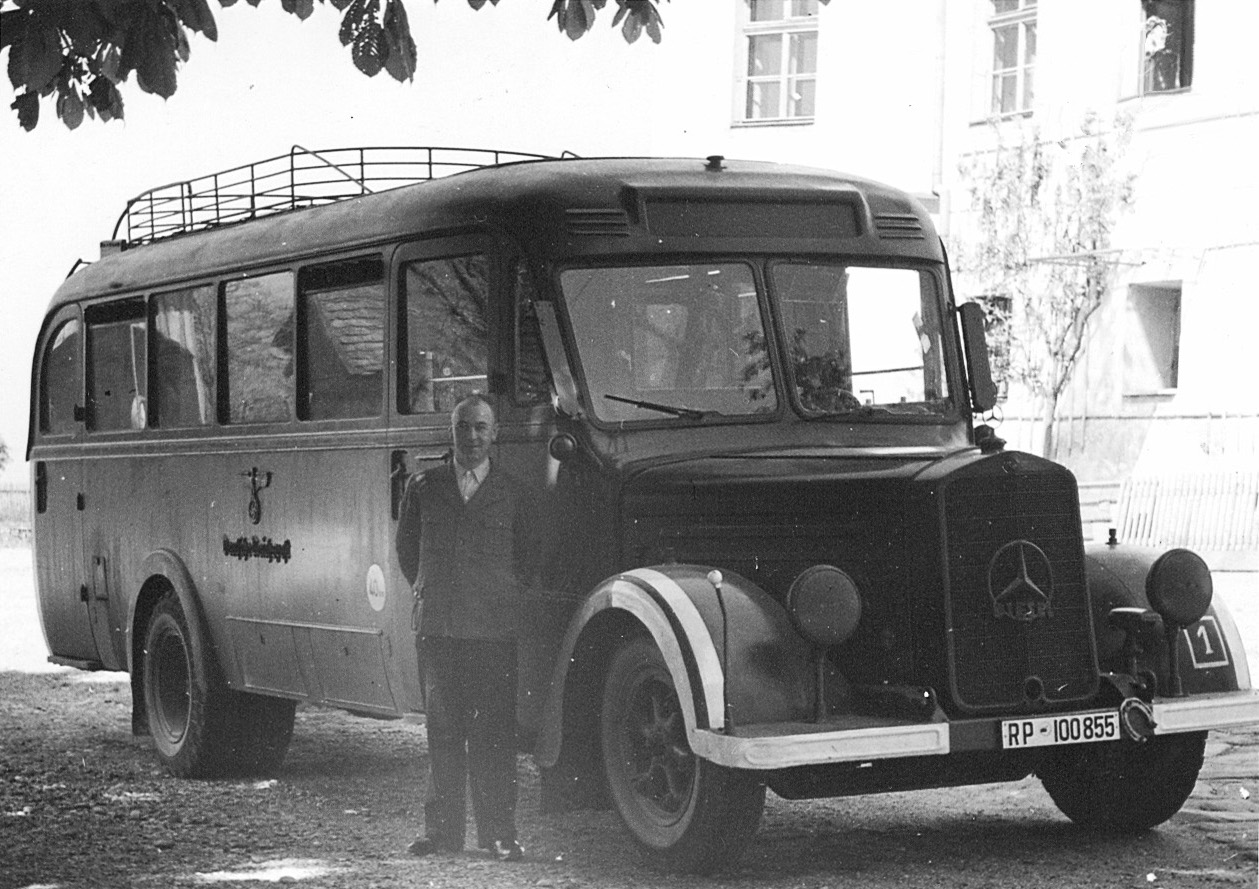
Un autobús Gekrat (acrónimo de Gemeinnützige Krankentransport GmbH) en el centro eugenésico del castillo de Hartheim, hacia 1940.

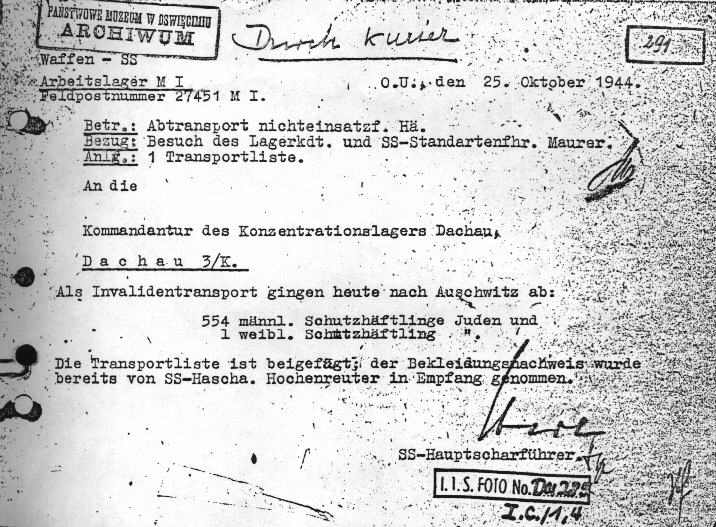
Nota del 25 de octubre de 1944 sobre el transporte de prisioneros «inválidos» (Invalidentransport) en «custodia preventiva» (Schutzhaft) —554 hombres y 1 mujer, todos ellos judíos— desde Mühldorf, satélite de Dachau, a Auschwitz I. En la terminología de las SS, «inválido» designaba a todo aquel prisionero enfermo incapaz de curarse y reincorporarse al trabajo en el plazo de tres meses.

Antes de que la operación comenzase en abril de 1941, una comisión médica visitó los diferentes campos de concentración con el objetivo de seleccionar a los prisioneros enfermos e incapacitados para su «eliminación». Este panel incluía a algunos miembros experimentados de la Aktion T4, como los profesores Werner Heyde y Hermann Paul Nitsche, o los doctores Friedrich Mennecke, Curt Schmalenbach, Horst Schumann, Otto Hebold, Rudolf Lonauer, Robert Müller, Theodor Steinmeyer, Gerhard Wischer, Victor Ratka y Hans Bodo Gorgaß. 
Para agilizar el proceso, los comandantes de cada campo recibieron órdenes de efectuar una preselección mediante formularios, a imitación de la realizada en la Aktion T4. Esto  dejó escasos datos por preguntar, como información personal, la fecha de ingreso, diagnóstico de enfermedades crónicas, heridas de guerra, delitos según el código penal del Tercer Reich (el Reichsstrafgesetzbuch) e infracciones previas al internamiento. De acuerdo con las directrices emitidas, los «prisioneros lastre» (Ballastexistenzen) debían registrarse en una lista y presentarse a los médicos para su «remoción»; esto incluía a cualquier preso incapaz de trabajar por un largo período de tiempo de forma permanente. 
En la preselección, los prisioneros registrados por los respectivos comandantes debían comparecer ante el panel médico. Sin embargo, este no realizaba ningún examen médico en sentido estricto; se les preguntaba por su participación en la Primera Guerra Mundial y sobre las posibles medallas que hubieran ganado. Después, en base a los expedientes médico y personal se clasificaba a cada uno de los presos. La «evaluación» final consideraba el contenido del formulario de registro y se limitaba a decidir si el recluso debía decibir el «tratamiento especial» 14f13. Por último, los formularios de registro y los resultados correspondientes se enviaban para su archivado a la Oficina Central T4, en Berlín. 
Durante las selecciones preliminares, la administración de los campos a menudo animaba a los prisioneros a informar sobre si se sentían enfermos o incapaces de trabajar. Les prometían que irían a un «campo de recuperación» donde tendrían labores menos fatigosas. Muchos presos creyeron esta mentira y se ofrecieron como voluntarios para ocupar los bloques de discapacitados (Invalidenblöcke) de los campos, desde donde eran enviados a los centros de «eutanasia» utilizados en la T-4. No obstante, pronto dejaron de informar a las enfermerías. A pesar del carácter secreto de estos procedimientos, los reclusos descubrieron el verdadero motivo de las selecciones debido a que las pertenencias de las víctimas volvían a los depósitos de los campos para su clasificación. 
La primera selección conocida tuvo lugar en abril de 1941, en el campo de concentración de Sachsenhausen. Para el verano de ese mismo año, habían sido «retirados» del campo al menos 400 prisioneros. Durante el mismo período, 450 prisioneros de Buchenwald y 575 de Auschwitz I fueron gaseados en el centro de exterminio nazi de Sonnenstein; asimismo, unos 1000 prisioneros de Mauthausen corrieron igual suerte en el centro de exterminio de Hartheim. Entre septiembre y noviembre de 1941, llegaron a Hartheim unos 3000 prisioneros de Dachau y varios miles del complejo Mauthausen-Gusen, así como de los campos de Flossenbürg, Neuengamme y Ravensbrück. A partir de noviembre, otros 1000 prisioneros de Buchenwald, 850 de Ravensbrück y 214 de Groß-Rosen fueron asesinados en los centros de Sonnenstein y Bernburg. En marzo y abril de 1942, alrededor de 1600 mujeres seleccionadas en Ravensbrück fueron gaseadas en Bernburg.
De hecho los primeros internos de Auschwitz asesinados no murieron en sus instalaciones sino que fueron conducidos en tren a Sonnenstein donde fueron gaseados en julio de 1941. Se trataba de unos quinientos internos que estaban enfermos y habían dejado de ser útiles para trabajar. Un recluso polaco internado en Auschwitz por motivos políticos recordó más tarde cómo los engañaron: «Durante la revista vespertina se dijo que todo el que estuviese enfermo podría abandonar el lugar para curarse. Algunos presos lo creyeron, y todos se sentían esperanzados. Yo, sin embargo, no estaba demasiado convencido de las buenas intenciones de las SS». Este mismo recluso recordó también el traslado de los enfermos al tren que les esperaba: «Estaban agotados. No gozaban del menor atisbo de salud. Aquélla era una marcha de espectros. La fila la cerraban enfermeras con gente en camilla. El espectáculo era macabro. Nadie les lanzaba gritos ni se reía. Los enfermos estaban encantados y decían: “Por fin van a tener noticias mías mi esposa y mis hijos”».
La superficialidad y el cinismo de los denominados exámenes médicos aparecen con particular evidencia en las cartas del «experto» Friedrich Mennecke. Con motivo de una selección en el campo de Buchenwald, Mennecke escribió a su esposa:

Weimar, den 25.11.41 – 20.58 h

Hotel Elephant

[…] Zunächst gab es noch 40 Bögen fertig auszufüllen von einer 1. Portion Arier, an der schon die beiden anderen Kollegen gestern gearbeitet hatten. Von diesen 40 bearbeitete ich etwa 15. […] Anschließend erfolgte dann die ‚Untersuchung‘ der Pat.[ienten], d. h. eine Vorstellung des Einzelnen u. Vergleich der aus den Akten entnommenen Eintragungen. Hiermit wurden wir bis Mittag noch nicht fertig, denn die beiden Kollegen haben gestern nur theoretisch gearbeitet, so daß ich diejenigen ‚nachuntersuchte‘, die Schmalenbach (u. ich selbst heute morgen) vorbereitet hatten u. Müller die seinigen. Um 12.00 h machten wir erst Mittagspause. […] Danach untersuchten wir noch bis gegen 16.00 h, und zwar ich 105 Pat[ienten], Müller 78 Pat[ienten], so dass als damit endgültig als 1. Rate 183 Bögen fertig waren. Als 2. Portion folgten nun insgesamt 1200 Juden, die sämtlich nicht erst ‚untersucht‘ werden, sondern bei denen es genügt, die Verhaftungsgründe (oft sehr umfangreich!) aus der Akte zu entnehmen u. auf die Bögen zu übertragen. Es ist also eine rein theoretische Arbeit, die uns bis Montag einschließlich ganz bestimmt in Anspruch nimmt, vielleicht sogar noch länger. Von dieser 2. Portion (Juden) haben wir darum heute noch gemacht: ich 17, Müller 15. Punkt 17 h ‚warfen wir die Kelle weg‘ und gingen zum Abendessen. […] So wie ich oben nun den heutigen Tag geschildert habe, werden auch die nächsten Tage verlaufen – mit genau demselben Programm und derselben Arbeit. Nach den Juden folgen noch etwa 300 Arier als 3. Portion, die wieder ‚untersucht‘ werden müssen […]
Weimar, el 25.11.41 – 20.58 h

Hotel Elephant

[…] Primero había que completar 40 formularios de una 1ª parte de arios, en los que otros dos colegas ya habían estado trabajando ayer. De estos 40 trabajé en unos 15. [...] A esto siguió el 'examen' de los pacientes, esto es, una idea del individuo y una comparación de las entradas tomadas de los archivos. No terminamos con esto al mediodía, pues ayer los dos colegas solo trabajaron teóricamente, de modo que 'reexaminé' a los que Schmalenbach (y yo mismo esta mañana) habíamos preparado y Müller el suyo. Alrededor de las 12.00 h hicimos una pausa para el almuerzo. […] Después de eso examinamos hasta alrededor de las 16.00 h, a saber: yo 105 pacientes, Müller 78 pacientes, de modo que finalmente se terminaron 183 hojas como 1ª entrega. Como 2ª parte siguieron un total de 1200 judíos, de los que ninguno fue 'examinado' primero, pero para los que fue suficiente sacar del expediente los motivos de la detención (¡a menudo muy extensos!) y trasladarlo a las hojas. Es por lo tanto un trabajo puramente teórico que definitivamente nos llevará mismo hasta el lunes, tal vez incluso más. De esta 2ª parte (judíos) aún hicimos hoy: yo 17, Müller 15. A las 17 en punto h 'tiramos la toalla' y nos fuimos a cenar. [...] Como hoy mismo he descrito arriba, también pasaremos los próximos días con exactamente el mismo programa y el mismo trabajo. Después de los judíos aún siguen como 3ª parte unos 300 arios, que nuevamente tienen que ser 'examinados' [...].
— Friedrich Mennecke en una carta a su esposa, 25 de noviembre de 1941.

Mennecke diagnosticó a los presos no judíos a los que seleccionó para ser asesinados con expresiones como «psicópatas compulsivos, desarraigados, de mentalidad antigermánica», o «psicópatas que odian ciegamente a los alemanes y asociales». Bajo el epígrafe «síntomas», Mennecke introdujo descripciones como «comunista obcecado, indigno de incorporarse a las fuerzas armadas», o «infamia racial permanente».

### Los centros de exterminio

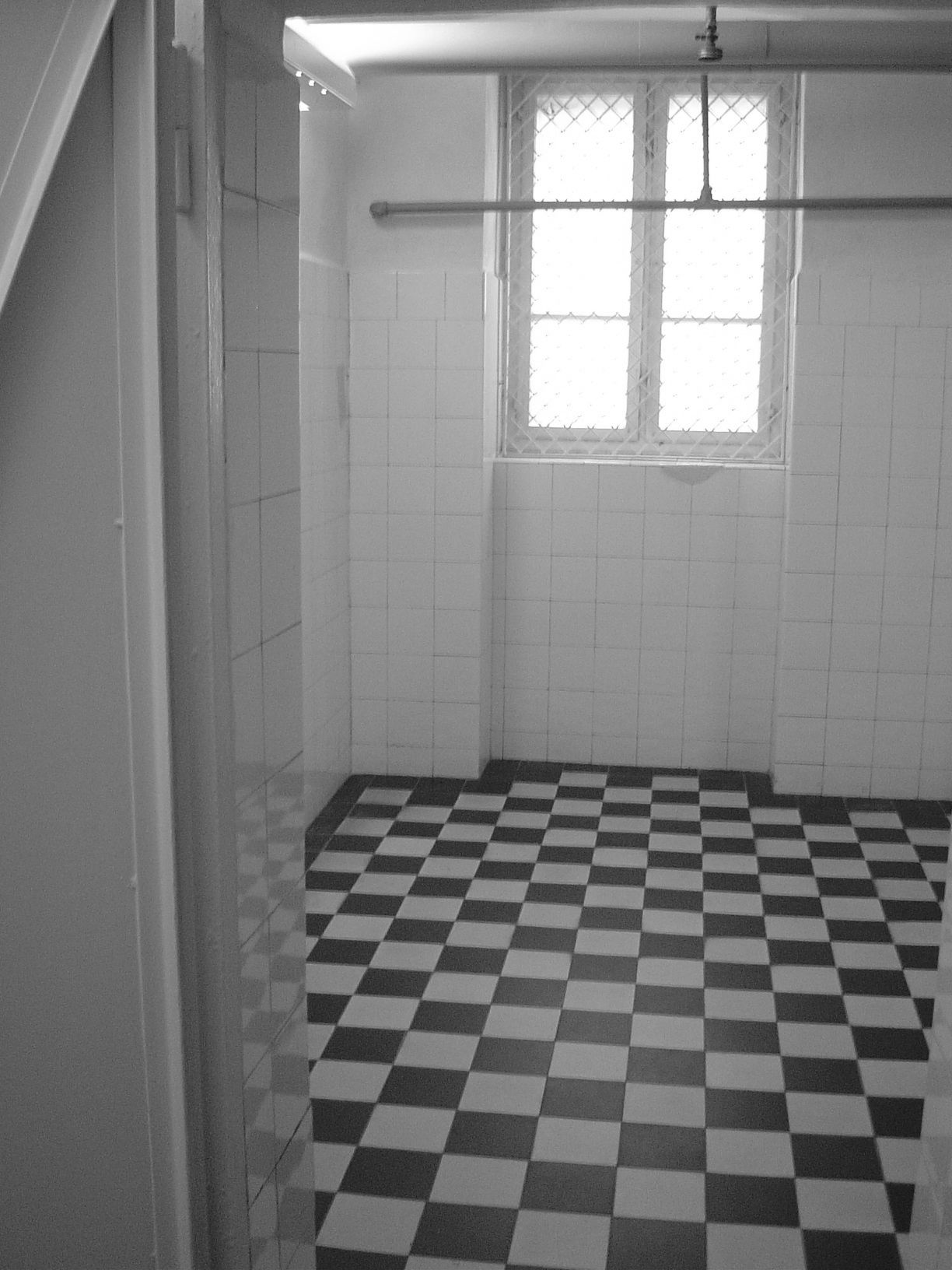
La cámara de gas del centro de exterminio nazi de Bernburg, diseñada por Erwin Lambert, encargado de supervisar su construcción para la Aktion T4 también en Hartheim, Sonnestein y Hadamar.

Para enero de 1941, bajo la Aktion T4 se habían creado en el Reich seis centros de exterminio (NS-Tötungsanstalten). En enero de 1940 se habían abierto los del castillo de Grafeneck y el asilo estatal de Brandeburgo; en el mes de abril se sumó el del castillo de Hartheim; a finales de junio se puso en marcha otro en el castillo de Sonnestein; en noviembre, el sanatorio y hospital psiquiátrico estatal de Bernburg; y ese mismo enero de 1941 apareció el último en la clínica Vitos de psiquiatría y psicoterapia de Hadamar. No obstante, solo tres de ellos se utilizaron para el gaseamiento de los prisioneros «inválidos»: Sonnenstein, a cargo de Horst Schumann; Bernburg, dirigido por Irmfried Eberl; y Hartheim, jurisdicción de Rudolf Lonauer. 
Después de la detención del Aktion T4 el 24 de agosto de 1941, Sonnestein no gaseó a ningún prisionero más de los campos de concentración, a diferencia de Bernburg y Hartheim, si bien las instalaciones no se detuvieron de manera definitiva hasta el verano de 1942. El asesinato bajo el código «14f13» en el castillo de Hartheim comenzó con la selección de prisioneros de Mauthausen-Gusen en julio de 1941, trasladados el 14 de agosto.
Las comisiones médicas se encargaban de seleccionar como inválidos a los prisioneros de los campos de concentración, mientras que las respectivas administraciones del campo tenían que proporcionarlos a petición. Una vez autorizados, el transporte a los centros de exterminio se realizaba de manera directa mediante los vehículos de la empresa Gekrat (Gemeinnützige Krankentransport GmbH) o el Reichsbahn. Allí, varios médicos penitenciarios examinaban a los prisioneros en busca de dientes de oro y, tras designarlos como apropiados, los enviaban a una cámara de gas, donde morían asfixiados debido al monóxido de carbono. Retirados los dientes de oro, que enviaban a la Oficina Central en Berlín, quemaban los cadáveres en hornos crematorios; algunos cuerpos se examinaban más a fondo después de la incineración. 
Los asesinatos se llevaban a cabo de la misma manera y por el mismo personal que con los enfermos mentales en la Aktion T4. Solo se modificaron unos pocos detalles administrativos, como que las muertes pasaron a registrarlas los miembros de la administración del campo correspondiente, o la comunicación a los parientes de las víctimas, alegando una enfermedad como causa. Durante uno de los interrogatorios de la Kriminalpolizei de Linz en septiembre de 1945, Vinzenz Nohel, trabajador del crematorio de Hartheim, informó con gran detalle sobre el proceso de asesinato. Al año siguiente, el tribunal del juicio de Dachau sobre el campo Mauthausen-Gusen condenó a muerte a Nohel, culpable de asesinato de los prisioneros enfermos o incapaces de trabajar; moriría ahorcado en Landsberg am Lech el 27 de mayo de 1947.

## Ampliación del ámbito de selección (1942-43)
Con el paso del tiempo, las selecciones comenzaron a incluir cada vez más a personas no deseadas por motivos políticos u otros colectivos perseguidos, como los judíos y los denominados «asociales». De acuerdo con las directrices generales de la policía bávara del 1 de agosto de 1936 sobre la imposición de la custodia protectora (Schutzhaft), bajo esta debía ponerse a gitanos, nómadas, vagabundos, vagos, ociosos, mendigos, prostitutas, querulantes, delincuentes habituales, rufianes, traficantes, psicópatas y locos.
Debido a la creciente demanda de fuerza de trabajo por parte de la industria armamentística, el 26 de marzo de 1942 la Inspección de los Campos de Concentración (IKL) emitió una circular. La IKL se había incorporado días antes, el 16 de marzo, a la Oficina Económica y Administrativa Central de las SS (SS-WVHA) como Departamento D, bajo el mando del SS-Brigadeführer Richard Glücks. Firmada por Arthur Liebehenschel en nombre de Glücks y distribuida a todos los comandantes de campo, la circular decía: 

Durch die Meldung eines Lagerkommandanten wurde bekannt, daß von 51 für die Sonderbehandlung 14f13 ausgemusterten Häftlingen 42 dieser Häftlinge nach einiger Zeit ‚wieder arbeitsfähig‘ wurden und somit der Sonderbehandlung nicht zugeführt werden brauchten. Hieraus ist ersichtlich, dass bei der Auswahl dieser Häftlinge nicht nach den gegebenen Bestimmungen verfahren wird. Es dürfen der Untersuchungskommission nur solche Häftlinge zugeführt werden, die den gegebenen Bestimmungen entsprechen und vor allen Dingen nicht mehr arbeitsfähig sind.

 Un año después, los reveses militares requirieron nuevas restricciones en las selecciones para asegurar que todos los trabajadores físicamente aptos pudieran emplearse en la industria armamentística. Con este fin, Glücks emitió una nueva circular el 27 de abril de 1943 por la que en el futuro solo se debería «jubilar» (auszumustern) a los prisioneros con enfermedades mentales:

Der Reichsführer SS und Chef der Deutschen Polizei hat auf Vorlage entschieden, dass in Zukunft nur noch geisteskranke Häftlinge durch die hierfür bestimmten Ärztekommissionen für die Aktion 14f13 ausgemustert werden dürfen.
Alle übrigen arbeitsunfähigen Häftlinge (Tuberkulosekranke, bettlägerige Krüppel usw.) sind grundsätzlich von dieser Aktion auszunehmen. Bettlägerige Häftlinge sollen zu einer entsprechenden Arbeit, die sie auch im Bett verrichten können, herangezogen werden.
Der Befehl des Reichsführers SS ist in Zukunft genauestens zu beachten.
Die Anforderungen von Kraftstoff für diesen Zweck entfallen daher.

 De acuerdo con estas pautas, para los prisioneros seleccionados solo se necesitaba el centro de Hartheim, por lo que las instalaciones de Bernburg y Sonnenstein fueron cerradas. Oficialmente, la Aktion 14f13 había finalizado.

## Reactivación y fin (1944)
Siguiendo una orden del 11 de abril de 1944, las nuevas directrices reactivaron las actividades de la Aktion 14f13. A partir de entonces, no se utilizarían más los formularios de registro y los comités médicos no escogerían a los prisioneros. La selección de las víctimas, en cambio, se convirtió en responsabilidad exclusiva de las administraciones de cada campo, por lo general sus respectivos médicos. Sin embargo, esto no finalizó con los asesinatos de aquellos enfermos incapaces de trabajar, que continuaron realizándose dentro del propio campo o mediante el traslado de los prisioneros a complejos con mecanismos de gaseamiento (móviles o fijos), como Mauthausen-Gusen, Auschwitz o Sachsenhausen (a partir del verano de 1943). En el centro de Hartheim, además de prisioneros de los campos, entre abril y diciembre de 1944 se gaseó a al menos 3228 Muselmänner —trabajadores forzosos «inválidos» de Europa del Este, prisioneros de guerra soviéticos y judíos húngaros—.
El último transporte de presos a Hartheim tuvo lugar el 11 de diciembre de 1944. Si se acepta, como hace Stefan Hördler, que dichos asesinatos correspondían a la Aktion 14f13, este último transporte a Hartheim supondría el fin de la misma. Para Nikolaus Wachsmann, en cambio, «los asesinatos cometidos en Hartheim no representaron una continuación de la Aktion 14f13, [...] sino que tuvieron un carácter más limitado, restringido sobre todo a enfermos del recinto vecino de Mauthausen». Una vez clausurado el centro, se desmontaron las cámaras de gas y se intentó eliminar en la medida de lo posible cualquier rastro de su utilización. Durante los años siguientes, el castillo funcionaría como un orfanato. 
Se desconoce el número exacto de personas asesinadas por la Aktion 14f13, si bien los principales estudios estiman un total de entre 15 000 y 20 000 víctimas para el período hasta finales de 1943, y más de 20 000 hasta diciembre de 1944. Según el historiador británico Richard J. Evans la cifra total de prisioneros de los campos de concentración asesinados en las cámaras de gas del programa T-4 se habría elevado a unos 20 000. A esa cifra habría que sumarle los prisioneros del campo de concentración de Mauthausen que desde abril de 1944 fueron enviados directamente a la cámara de gas de Hartheim sin la participación de la oficina de la T-4 de Berlín, pero su número exacto se desconoce.

## Relación con la ideología de exterminio
La Aktion 14f13 representó un paso más en el camino de la discriminación y el aislamiento de personas indeseables por motivos políticos y raciales, pasando por el asesinato con fines utilitarios, hasta el exterminio racial sistemático conocido como Holocausto. A diferencia de la Aktion T4, que se había encubierto como la concesión de una «muerte misericordiosa» (Gnadentod), la Aktion 14f13 prescindió de cualquier justificación y redujo a los presos a su mera utilidad como trabajadores. Al mismo tiempo, en los criterios de selección también se incluyeron aspectos raciales; por ejemplo, cuando en el «tratamiento especial» entraron grupos como los judíos, los sinti o los romaníes con independencia de su estado de salud. 